# Incidente de estupro e assassinato em Calcutá em 2024
Em 9 de agosto de 2024, uma médica estagiária de pós-graduação (PGT) do segundo ano da universidade de medicina RG Kar Medical College na cidade de Calcutá, capital do estado da Bengala Ocidental da Índia, foi encontrado morto em uma sala de seminários no campus da faculdade. Uma autópsia confirmou posteriormente que ela havia sido morta e estuprada. O crime gerou bastante indignação e protestos em todo o país. A manifestações tinham como principal intuito exigir uma investigação completa, além de questionam a segurança das mulheres e dos médicos na Índia.

## O Crime
Em 9 de agosto de 2024, Moumita Debnath, uma médica estagiária de pós-graduação do segundo ano da universidade foi relatada como desaparecida pelos colegas de curso. Por volta das 11h30,  o corpo da médica foi descoberto em uma das salas de seminários da faculdade. O corpo estava em estado de parcial nudez e havia sangue escorrendo dos olhos, boca e genitais. a médica foi posteriormente declarada morta e uma autópsia foi realizada.

## Reações internacionais
Em Bangladesh, no dia 16 de agosto, o Movimento Antidiscriminação Estudantil promoveu uma manifestação na Universidade de Daca em apoio aos protestos ocorridos na Índia, ao mesmo tempo em que lançou uma contundente denúncia contra a discriminação e violência perpetradas contra as mulheres.